# Lokstallet i Sundbyberg

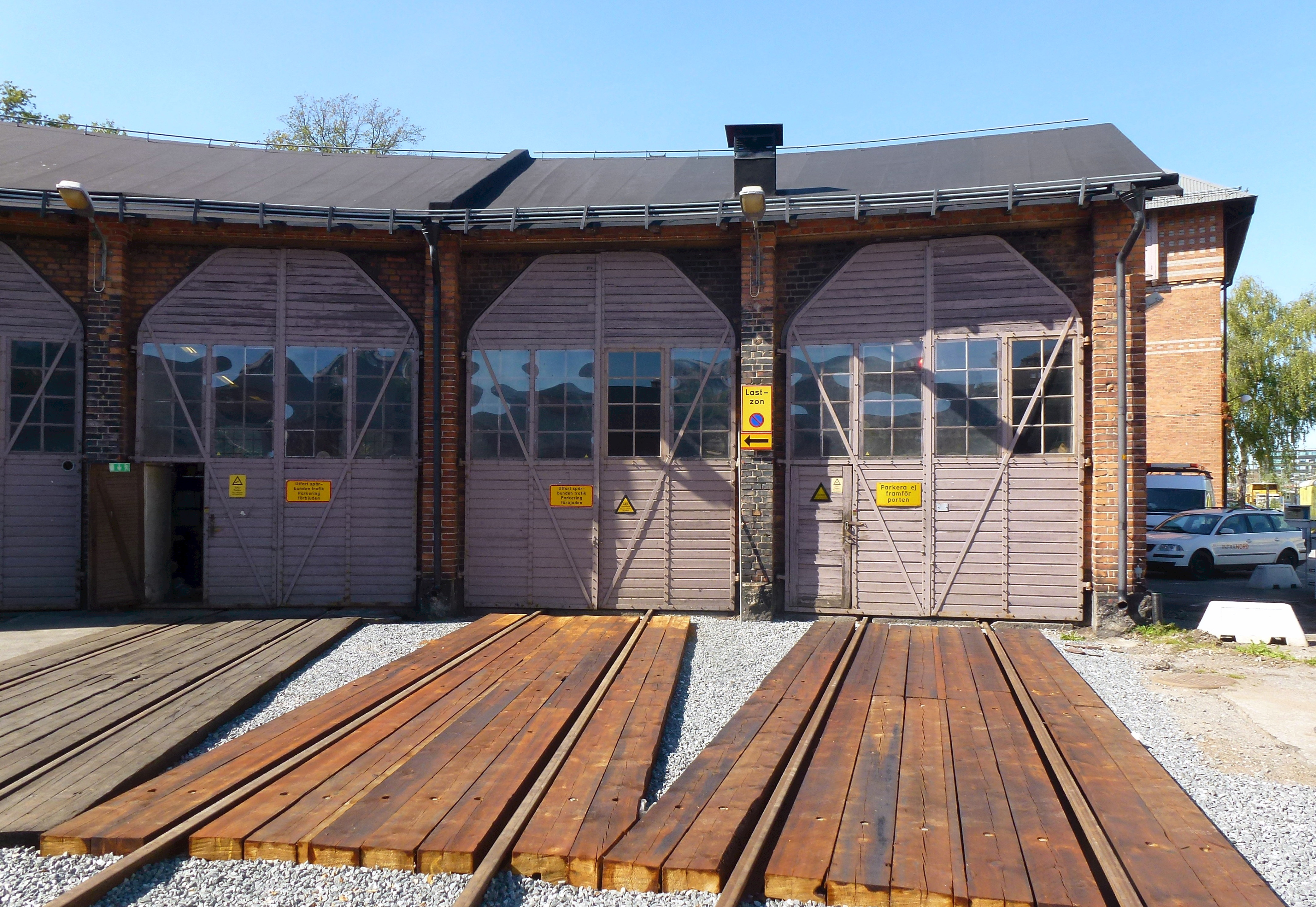
Lokstallet i augusti 2013.

Lokstallet i Sundbyberg är en kultur- och industrihistorisk byggnad belägen i Solna strand i Solna kommun. Här finns ett gammalt ånglokstall och en vattentornsbyggnad som av SJ kallas ”Sundbyberg” (därav namnet) på grund av närheten till Sundbybergs station. Byggnaderna är uppförda 1904 av Stockholm–Västerås–Bergslagens Järnvägar, där banan hade slutstation och stationshus. Byggnaderna är troligen ritade av arkitekten Erik Lallerstedt och är exteriört välbevarade. Enligt Stockholms läns museum har husen ett mycket högt kulturhistoriskt värde. Idag har Infranord verksamhet i lokalerna.

## Bakgrund

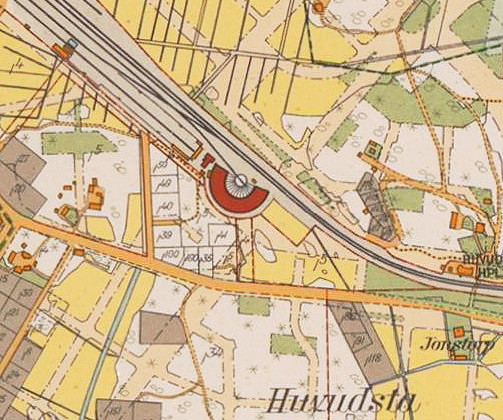
Anläggningen på 1920-talet.

Efter att SWB tvingades flytta från sin anläggning med lokstall, kolbox och vattenstation vid Stockholms norra station fick företaget köpa  mark i Huvudsta intill järnvägen av godsägare Max Wibom, på villkor att man byggde stationshus där. År 1904 stod ett nytt lokstall för tio ånglokomotiv färdigt, dessutom uppfördes en vattentornsbyggnad. När lokanläggningen stod klar revs de äldre byggnaderna vid Stockholms norra. Byggnaderna uppfördes av byggmästare Per Karlberg som vid denna tid byggde det mesta åt SWB. 
Även arkitekten Erik Lallerstedt utförde många uppdrag åt SWB. Bland annat stod han för företagets huvudkontor - SWB-huset - vid Vasagatan samt en lång rad stationshus längs SWB:s järnvägssträcka. Det är därför inte osannolikt att han kan ha varit inblandad vid utformningen av lokstallet och vattentornsbyggnaden. År 1945 övertogs SWB av SJ som elektrifierade banan, ångloken togs ur drift och ånglokstallet blev överflödigt. Det stod kvar  några år av beredskapsskäl.

## Byggnader

### Lokstallet
Lokstallet byggdes till en början för tio lok men utökades 1907 med ytterligare fyra platser. Lokstallet är en halvcirkelformad byggnad med tak täckt av svart papp och fasader i rött murtegel. Fasaderna uppvisar  många omsorgsfullt murade detaljer. Gavlarna har trappstegsfris, rundfönster och kraftig markering av fönstrens stickbågar. På baksidan finns ett stort småspröjsat stickbågefönster för varje lokuppställningsplats. Loken togs in genom stora träportar i den inre cirkeln. Utanför finns en renoverad och fullt funktionsduglig vändskiva som kan försörja fyra lokplatser i lokstallet, resten av lokplatserna är utan räls och nyttjas idag av Infranord som verkstad och förråd.

### Bilder, lokstallet

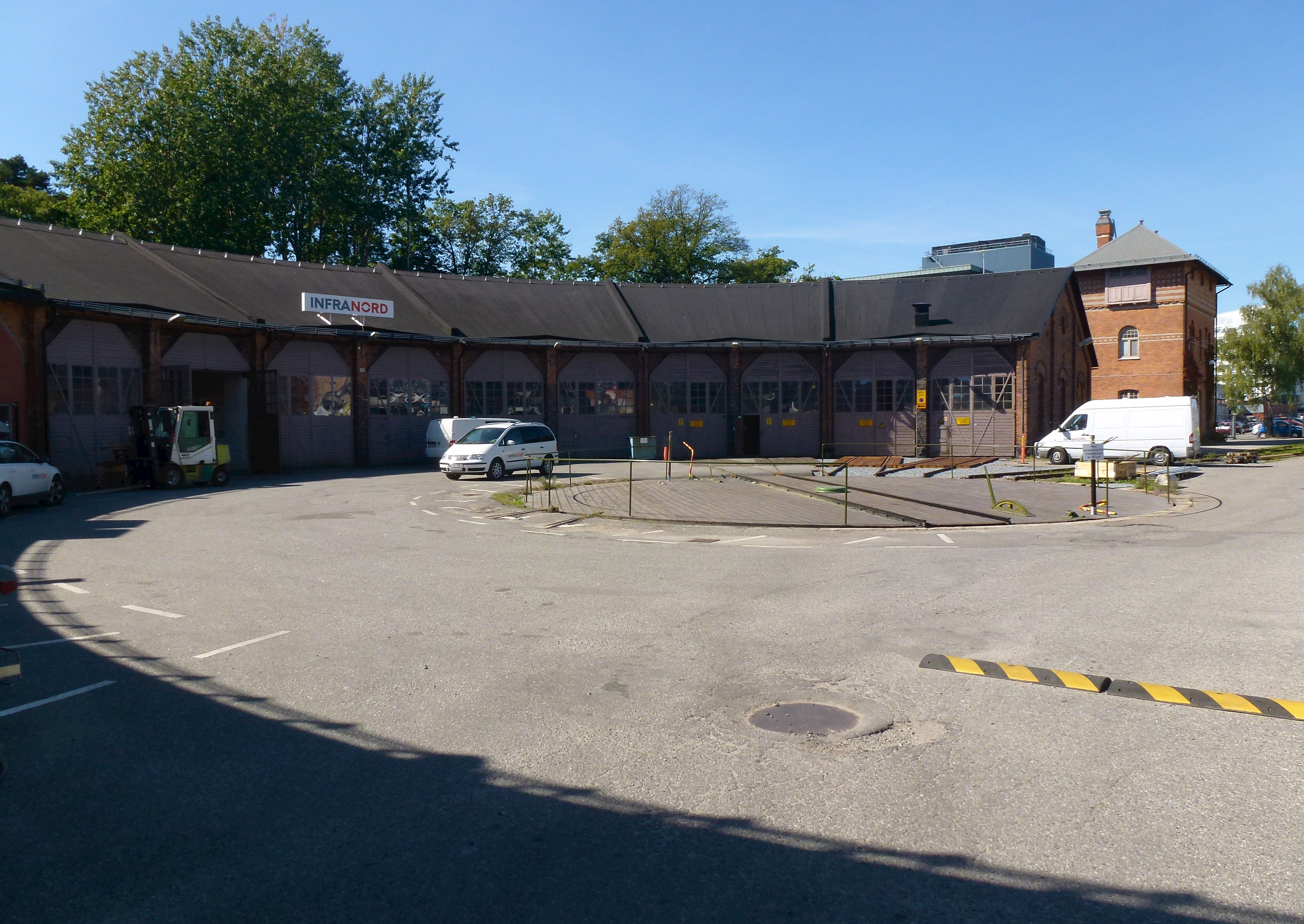
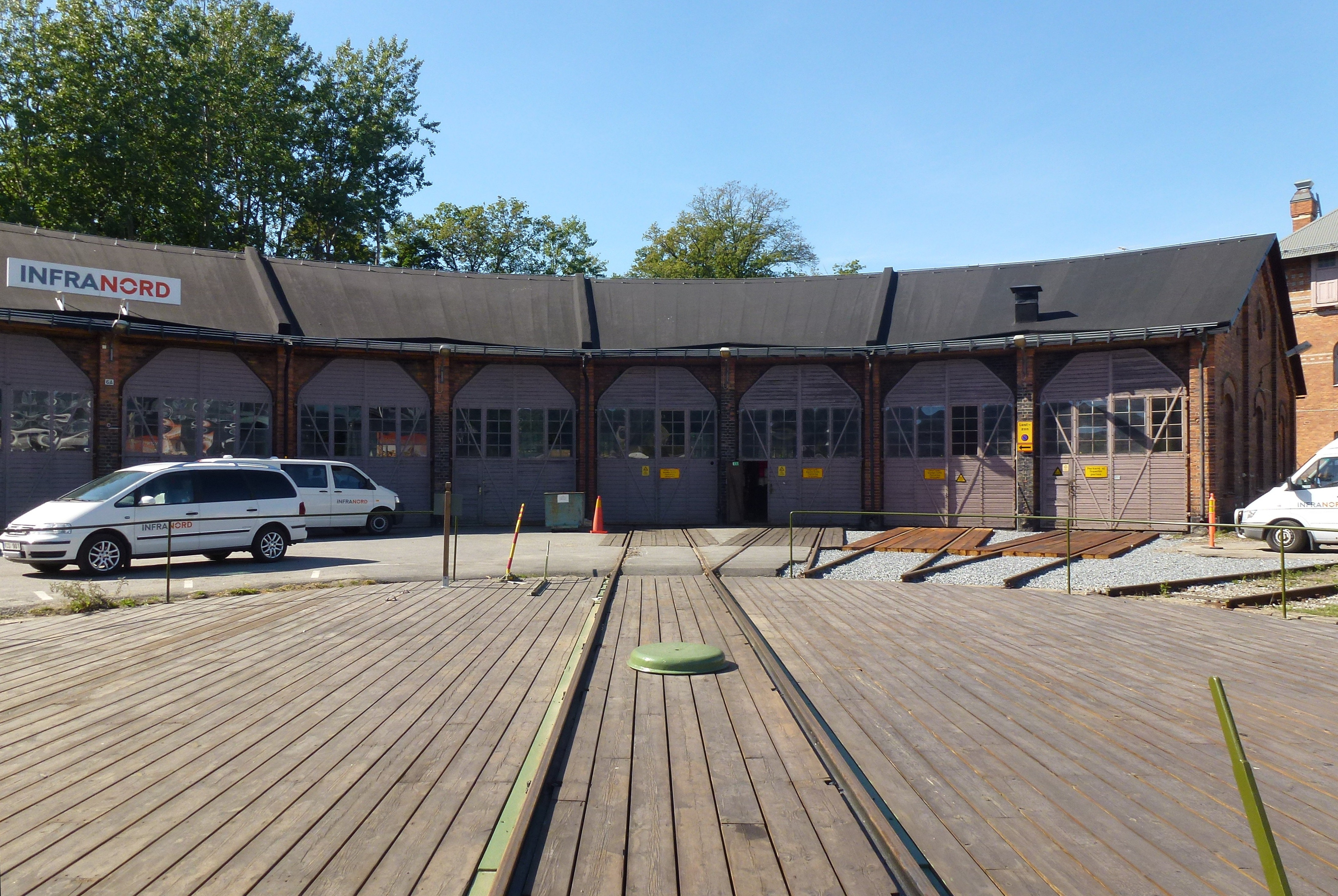
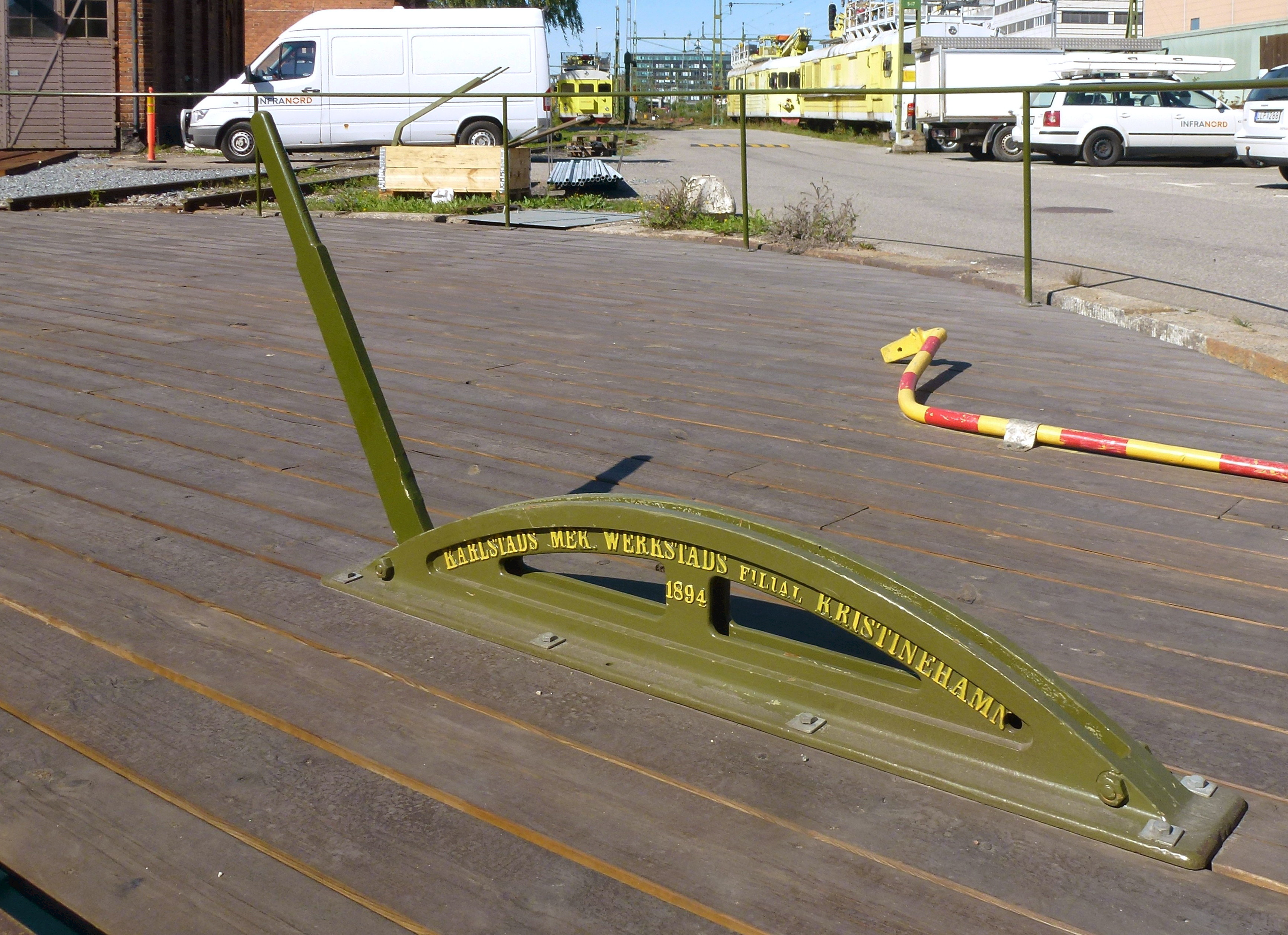
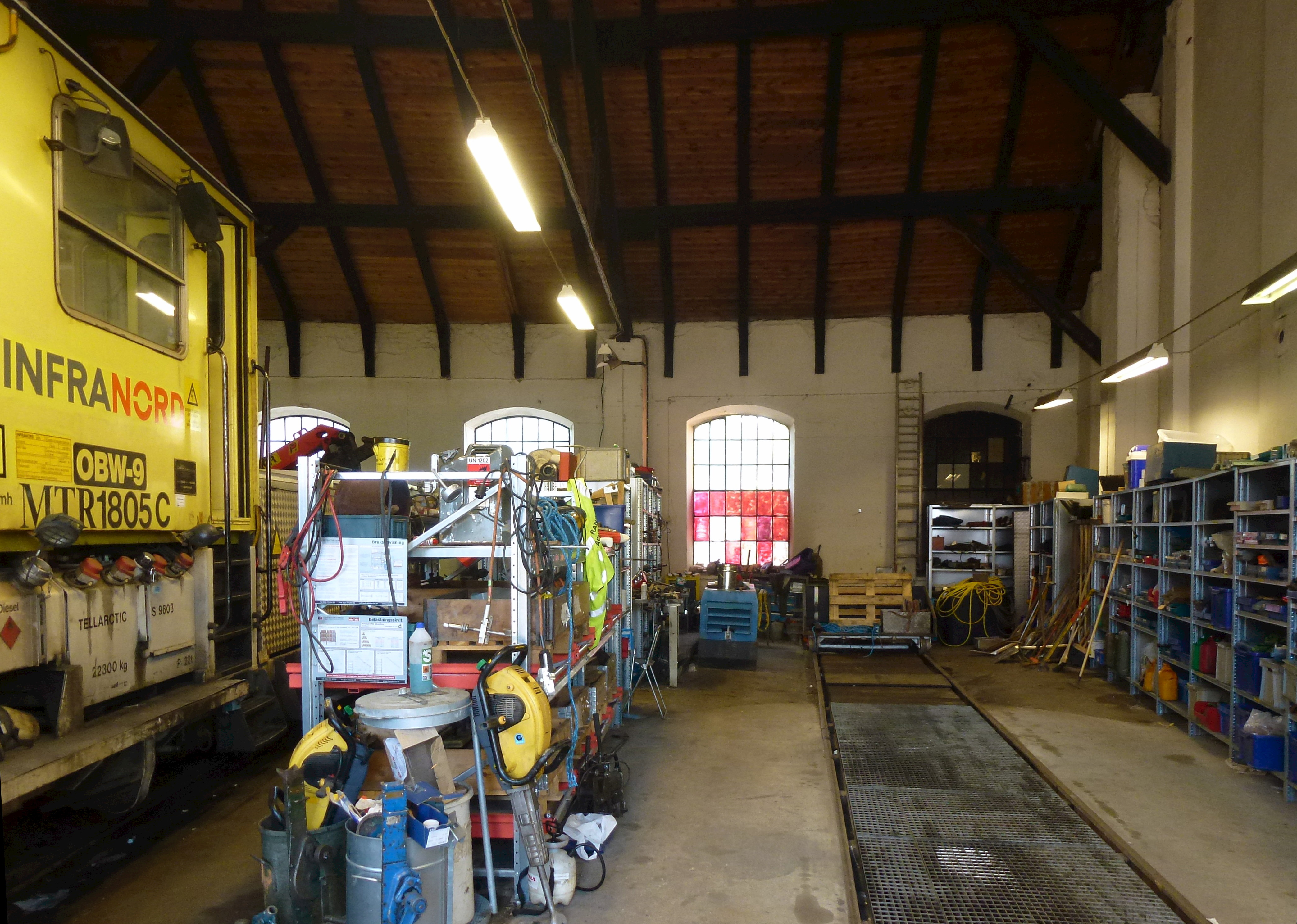

### Vattentornsbyggnad
Vattentornet är byggt i vinkel i en högre och en lägre del. Här inrymdes från början lokomotivmästarkontor, ställverk, övernattningsrum samt två vattencisterner om vardera 35 kubikmeter högst upp. Vattnet pumpades via ledning från Bällstaviken. Även vattentornsbyggnaden har en mycket genomarbetad fasad i rött tegel med bland annat dekorativa band och rutmönster i vitt tegel samt ett burspråk. Den vinklade, något lägre, delen har en utkragande och panelklädd övervåning. Fönster och dörrar är omsorgsfullt gestaltade. Den panelinklädda delen används fortfarande som övernattningsrum.

### Bilder, vattentornsbyggnad

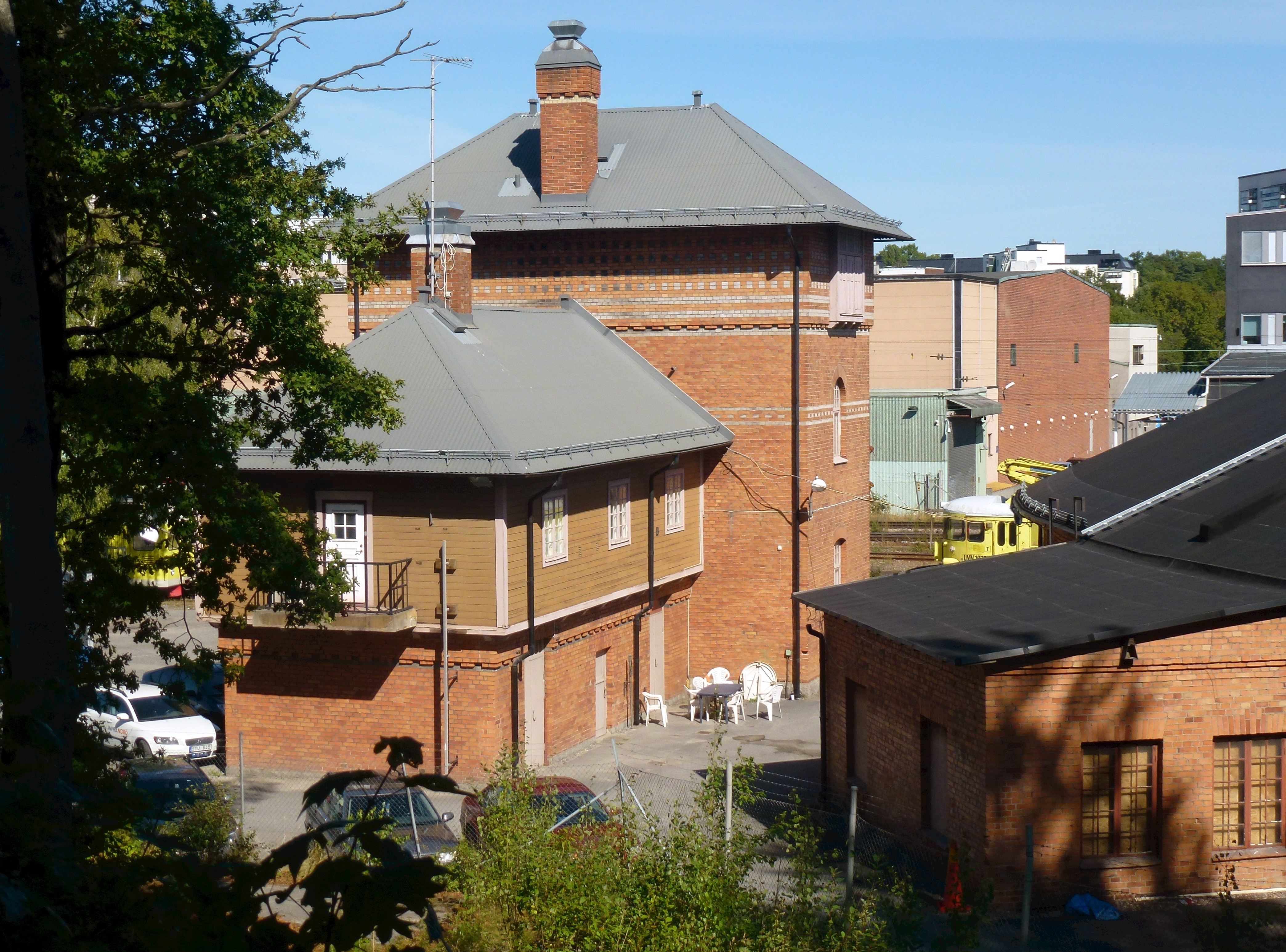
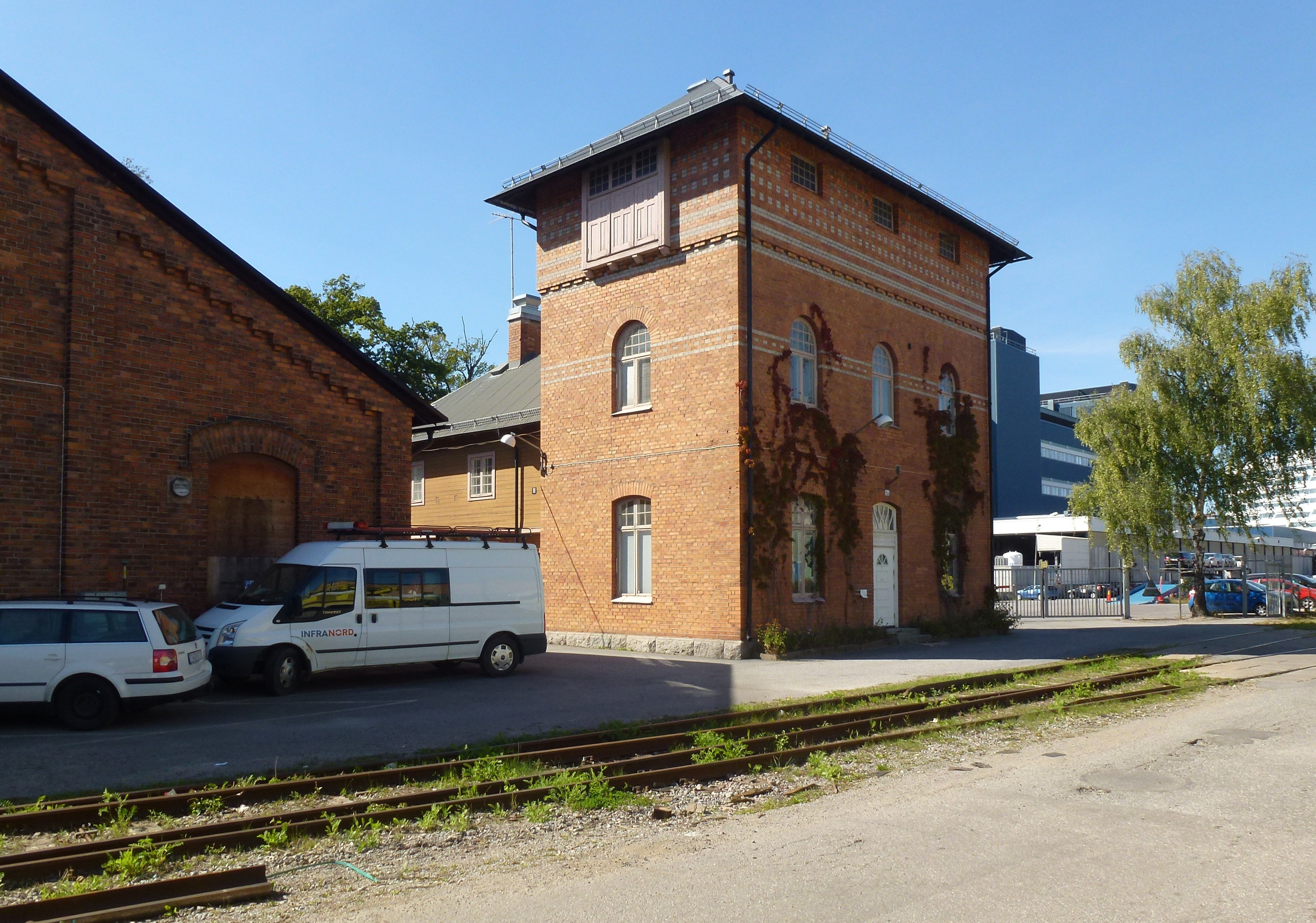
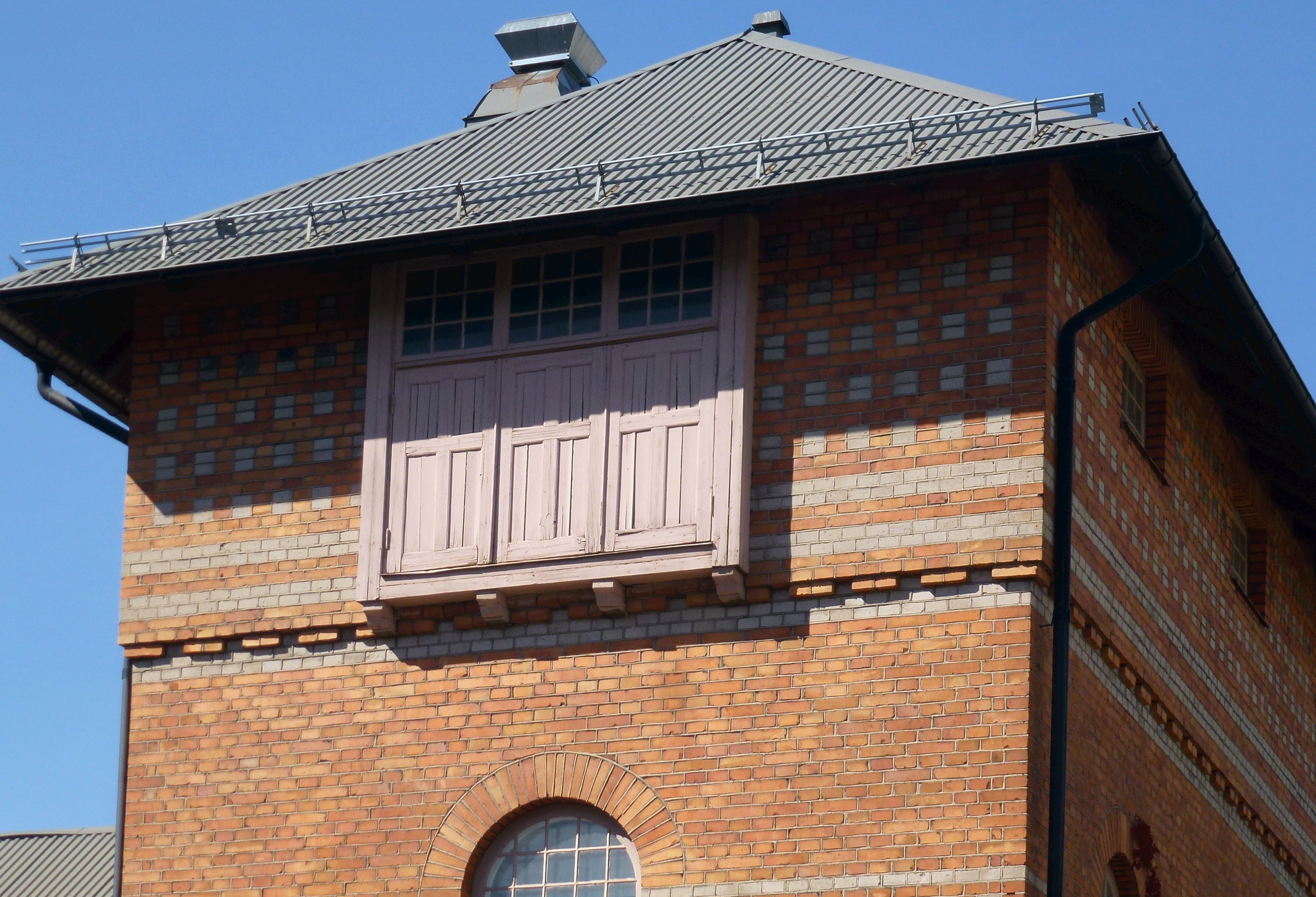
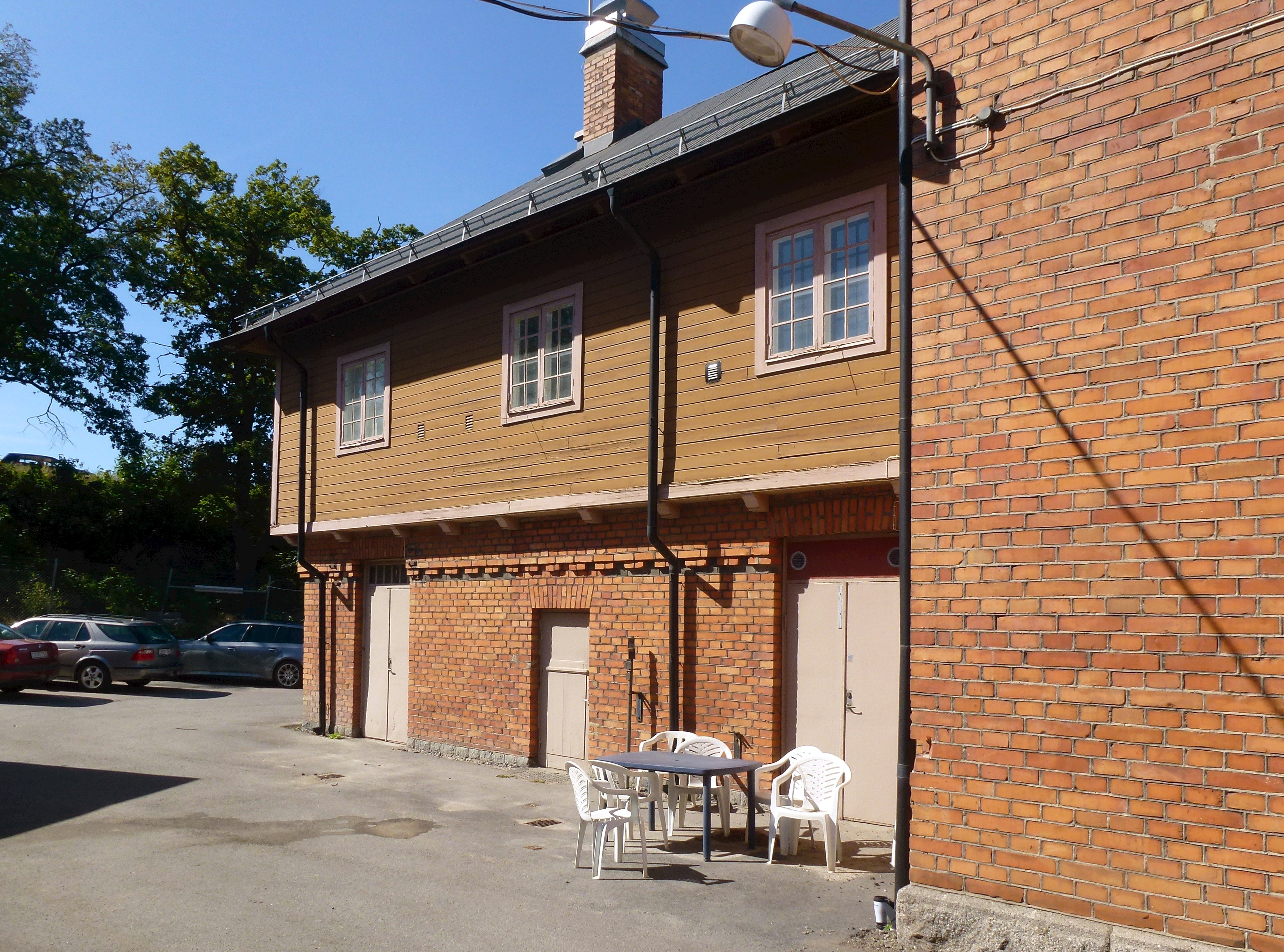